# Михайло Громика
Миха́йло Громи́ка (Громека, Громико; нар. поч. XVII ст. — пом. поч. грудня 1651)  — активний учасник визвольної війни 1648—1658.

## Життєпис
Походив із відомого роду української та білоруської православної шляхти, родоначальником якого вважається Григорій Ісаєвич Громика (д/н—1533) — писар Великого князівства Литовського, старости красносельського.
Громика брав активну участь у Корсунській битві 1648, Зборівській битві 1649 та Берестецькій битві 1651. Білоцерківський полковник (від 1649), замінив на цій посаді І. Гирю.
Належав до поміркованої течії повстанського табору, схильної до компромісу з Річчю Посполитою. Був комендантом Білоцерківської фортеці, брав участь у боях з польсько-литовським військом під Білою Церквою у вересні 1651. Один з учасників мирних переговорів з Річчю Посполитою, що закінчилися укладанням Білоцерківського договору 1651. За дорученням Б. Хмельницького Громика скоротив удвічі чисельність козаків-реєстровців на території Білоцерківського та Корсунського полків.
Під час повстання козаків-«випищиків» у Корсуні, інспірованого колишнім корсунським полковником Лук'яном Мозирею, був убитий.

## Родина
- Василь (1634—1702), сміленський сотник
- Степан  — значковий товариш.